# Loredana Bertè
Loredana Carmela Rosaria Bertè (n. 20 septembrie 1950, Bagnara Calabra, Calabria, Italia), cunoscută drept Loredana Bertè, este o cântăreață italiană.